# CSI: Miami (8. sezona)
Osma sezona serije CSI: Miami je premijerno prikazana na američkom kanalu CBS 21. rujna 2009., a završila je 24. svibnja 2010. godine.

## Glumačka postava
| Glumac/glumica      | Lik               | Glumi u ep. |
| ------------------- | ----------------- | ----------- |
| David Caruso        | Horatio Caine     | 1 - 24      |
| Emily Procter       | Calleigh Duquesne | 1 - 24      |
| Adam Rodriguez      | Eric Delko        | 1 - 24      |
| Jonathan Togo       | Ryan Wolfe        | 1 - 24      |
| Rex Linn            | Frank Tripp       | 1 - 24      |
| Eva LaRue           | Natalia Boa Vista | 1 - 24      |
| Omar Benson Miller  | Walter Simmons    | 3 - 24      |
| Eddie Cibrian       | Jesse Cardoza     | 1 - 24      |
| Christian Clemenson | Dr. Tom Loman     | 3 - 24      |
| Christopher Redman  | Michael Travers   | 1 - 24      |
| Khandi Alexander    | Alexx Woods       | 5           |

## Epizode
| Ep. u seriji | Ep. u sezoni | Naziv epizode              | Datum emitiranja |
| --- | ------------ | -------------------------- | ---------------- |
| 168 | 1            | "Out of Time"              | 21.9.2009.       |
| Dok se Delko bori za život, Horatio se u mislima vraća dvanaest godina u prošlost i otkriva kako su se forenzičari iz Miamija upoznali i postali tim.                                                                 |              |                            |                  |
| 169 | 2            | "Hostile Takeover"         | 28.9.2009.       |
| Nakon upada u laboratorij Horatio mora udovoljiti neuobičajenom napadačevu zahtjevu kako bi spasio pet talaca, a među njima i novog CSI-evca, Jesseja Cardozu.                                                        |              |                            |                  |
| 170 | 3            | "Bolt Action"              | 5.10.2009.       |
| Tri igrača odbojke tajanstveno padnu mrtva na terenu, a Calleighn iskaz protiv Delka ugrožava njegovu budućnost u ekipi za očevide.                                                                                   |              |                            |                  |
| 171 | 4            | "In Plane Sight"           | 12.10.2009.      |
| Kad ubiju najomraženijeg čovjeka u Miamiju, članovi ekipe za očevid kreću u lov na njegova ubojicu i njegovo skriveno blago.                                                                                          |              |                            |                  |
| 172 | 5            | "Bad Seed"                 | 19.10.2009.      |
| Alexx Woods i Eric Delko vraćaju se kako bi forenzičarima iz ekipe za očevid pomogli zaustaviti smrtonosnu epidemiju u Miamiju.                                                                                       |              |                            |                  |
| 173 | 6            | "Dude, Where's My Groom?"  | 2.11.2009.       |
| Članovi ekipe za očevid rekonstruiraju orgije s momačke večeri kako bi riješili ubojstvo i našli mladoženju koji je nestao.                                                                                           |              |                            |                  |
| 174 | 7            | "Bone Voyage"              | 9.11.2009.       |
| Horatio Caine poziva forenzičkog stručnjaka iz Las Vegasa, dr. Raya Langstona, da dođe u Miami nakon što utvrde da odsječena noga pronađena u Evergladesu pripada djevojci koja je tjedan prije nestala u Las Vegasu. |              |                            |                  |
| 175 | 8            | "Point of Impact"          | 16.11.2009.      |
| Dok ekipa za očevid istražuje tko ili što je uzrokovalo jezovitu prometnu nesreću, na svjetlo dana izlaze najmračnije tajne oba vozača.                                                                               |              |                            |                  |
| 176 | 9            | "Kill Clause"              | 23.11.2009.      |
| Mrtve meduze upotrijebljene su kao oružje u ubojstvu, a iz Jessejeve se prošlosti vraća tajanstvena žena. |              |                            |                  |
| 177 | 10           | "Count Me Out"             | 7.12.2009.       |
| Istraga smrti popisivača natjerala je ekipu u automobilsku potjeru i eksploziju koja je ugrozila živote dvoje forenzičara.                                                                                            |              |                            |                  |
| 178 | 11           | "Delko for the Defense"    | 14.12.2009.      |
| Eric Delko nađe se u ulozi vještaka u korist obrane, suprotstavivši se svojim starim kolegama. |              |                            |                  |
| 179 | 12           | "Show Stopper"             | 11.1.2010.       |
| Kad ljubimicu američke javnosti Phoebe Nichols proguta plamen za vrijeme koncerta, ekipa za očevide razotkrit će mračnu stranu slave pop-zvijezda.                                                                    |              |                            |                  |
| 180 | 13           | "Die By the Sword"         | 18.1.2010.       |
| Bizarni slučaj raspolovljenog čovjeka zbunjuje istražitelje ekipe za očevide, a Natalijina ozljeda dovodi u opasnost nju i Ryana.                                                                                     |              |                            |                  |
| 181 | 14           | "In The Wind"              | 1.2.2010.        |
| Forenzičari iz ekipe za očevid imaju dvadeset i četiri sata da doznaju je li čovjek osuđen na smrt uistinu kriv, a u istragu se uključuje Eric Delko.                                                                 |              |                            |                  |
| 182 | 15           | "Miami, We Have a Problem" | 8.2.2010.        |
| Istražitelji ekipe za očevid uspijevaju riješiti ubojstvo čovjeka stradalog u svemiru. |              |                            |                  |
| 183 | 16           | "L.A"                      | 1.3.2010.        |
| Horatio i Delko moraju otputovati u Los Angeles nakon što se ispostavi da tajna iz Jessejeve prošlosti može ubojici omogućiti slobodu.                                                                                |              |                            |                  |
| 184 | 17           | "Getting Axed"             | 8.3.2010.        |
| Pripadnici ekipe za očevid rješavaju zagonetno ubojstvo na radnome mjestu gdje je život izgubila omrznuta recepcionerka.                                                                                              |              |                            |                  |
| 185 | 18           | "Dishonor"                 | 22.3.2010.       |
| Kad se Horatijev sin Kyle vrati iz rata, traži očevu pomoć da riješi ubojstvo. |              |                            |                  |
| 186 | 19           | "Spring Breakdown"         | 12.4.2010.       |
| Na proljetnim su se praznicima namnožila trupla u Miamiju pa se CSI-evci moraju podijeliti kako bi riješili tri različita ubojstva.                                                                                   |              |                            |                  |
| 187 | 20           | "Backfire"                 | 19.4.2010.       |
| Duh žrtve ne da Calleigh mira sve dok joj ne pođe za rukom osvetiti njegovo ubojstvo. |              |                            |                  |
| 188 | 21           | "Meltdown"                 | 3.5.2010.        |
| Naizgled besprijekorna pljačka draguljarnice okonča se ubojstvom, a nakon što iz laboratorija ukradu dokaze s poprišta, Delko se vraća da otkrije krivca.                                                             |              |                            |                  |
| 189 | 22           | "Mommie Deadest"           | 10.5.2010.       |
| Nakon što ubiju kućanicu iz imućnog predgrađa, CSI-evci otkrivaju mračnu prošlost njezine obitelji, a Delko nastavlja svoj tajni zadatak.                                                                             |              |                            |                  |
| 190 | 23           | "Time Bomb"                | 17.5.2010.       |
| Kad Horatijeva bivša djevojka pogine u eksploziji, ekipa za ubojicom počinje tragati unutar vlastitog odjela. |              |                            |                  |
| 191 | 24           | "All Fall Down"            | 24.5.2010.       |
| Serijski ubojica poigrava se ekipom za očevide ostavljajući im kriptične tragove, a što njima dulje treba da te zagonetke razmrse, to je veći broj mrtvih.                                                            |              |                            |                  |